# Cloniophorus gabonicus
Cloniophorus gabonicus es una especie de escarabajo longicornio del género Cloniophorus, tribu Callichromatini, subfamilia Cerambycinae. Fue descrita científicamente por Thomson en 1858.

## Descripción
Mide 10-15 milímetros de longitud.

## Distribución
Se distribuye por Camerún, Gabón, Guinea Ecuatorial y República del Congo.